# Lissoporcellana monodi
Lissoporcellana monodi is een tienpotigensoort uit de familie van de Porcellanidae. De wetenschappelijke naam van de soort is voor het eerst geldig gepubliceerd in 2007 door Osawa.